# Hans Rosenquist
För den danske teaterregissören, se Hans Rosenquist (regissör).
Hans Sven Rosenquist, född 12 november 1913 i Malmö, död där 7 juli 2012, var en svensk målare och tecknare.
Han var son till försäkringsinspektören Johan Valentin Rosenquist och Hilda Charlotta Kristensson. Efter förberedande utbildning vid Malmö Tekniska skola studerade han för Othon Friesz vid Académie de la Grande Chaumière i Paris 1947 och under studieresor till Nederländerna och Italien. Tillsammans med Iben Clante ställde han ut på Malmö museum 1951 och separat ställde han bland annat ut i SDS-hallen i Malmö 1946 och på Lilla konstsalongen i Kristianstad. Han medverkade sedan 1942 i samlingsutställningar med Skånes konstförening Hans konst består av stilleben, figurmotiv, stadsbilder och landskap utförda i olja eller akvarell. Vid sidan av sitt eget skapande var han även verksam som illustratör och reklamtecknare. Rosenquist finns representerad vid Malmö museum och Ystads konstmuseum.  